# Diplotoxa diplotoxoides
Diplotoxa diplotoxoides är en tvåvingeart som först beskrevs av Becker 1912.  Diplotoxa diplotoxoides ingår i släktet Diplotoxa och familjen fritflugor. Inga underarter finns listade i Catalogue of Life.